# Pfarrkirche Platt

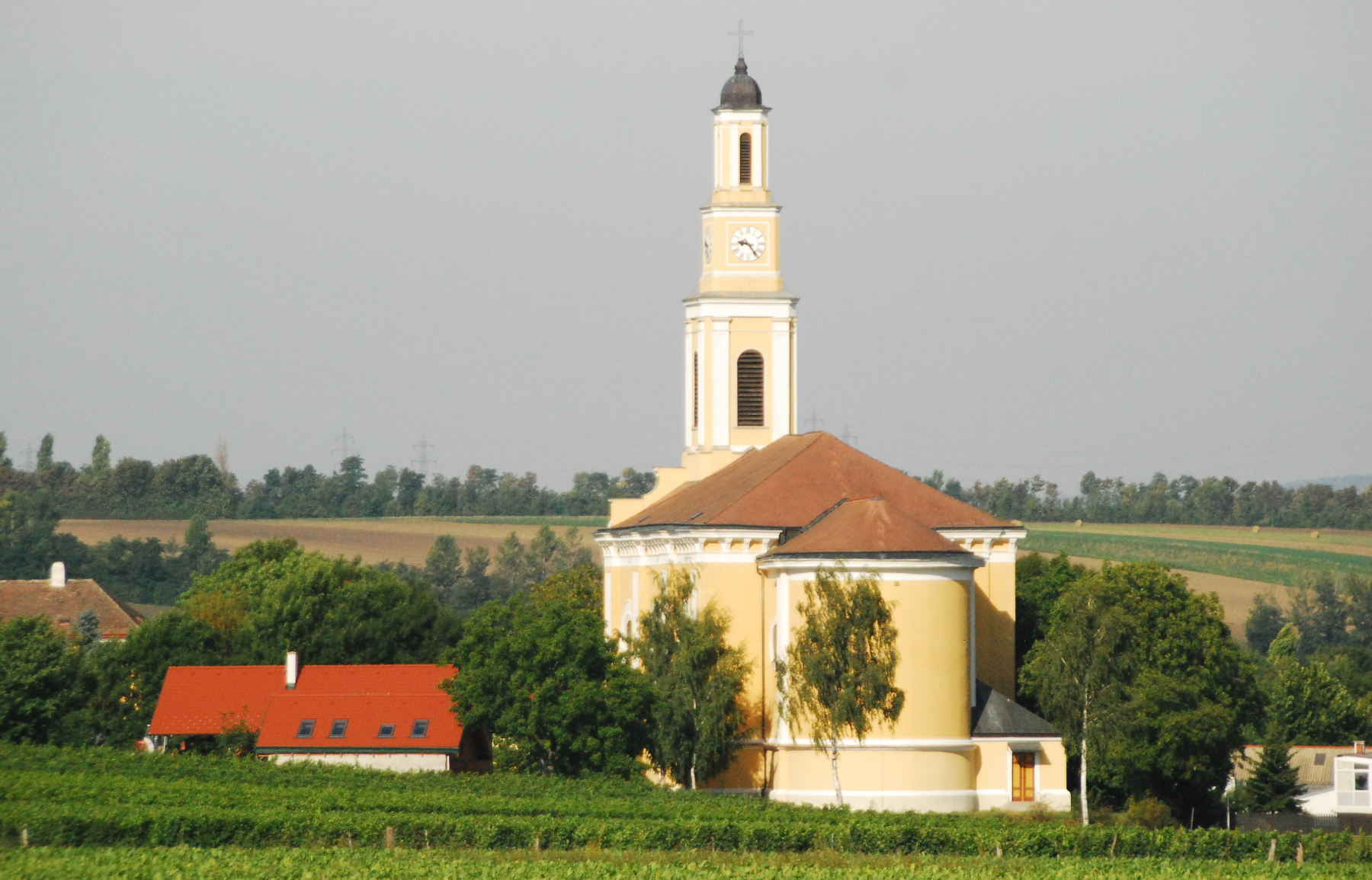
Die Pfarrkirche Platt von Osten

Die Pfarrkirche Platt ist die römisch-katholische Pfarrkirche des Ortes Platt, einer Katastralgemeinde von Zellerndorf in Niederösterreich. Sie ist dem heiligen Ulrich geweiht und steht am südöstlichen Ortsrand auf einer Anhöhe.
Die mächtige frühhistoristische Saalkirche hat einen schlanken westlichen Fassadenturm und steht gemäß Verordnung des Bundesdenkmalamtes unter Denkmalschutz (Listeneintrag). Die Pfarre gehört zum Dekanat Retz-Pulkautal im Vikariat Unter dem Manhartsberg der Erzdiözese Wien. Bis 1. September 2016 gehörte sie zum Dekanat Retz.

## Pfarr- und Baugeschichte

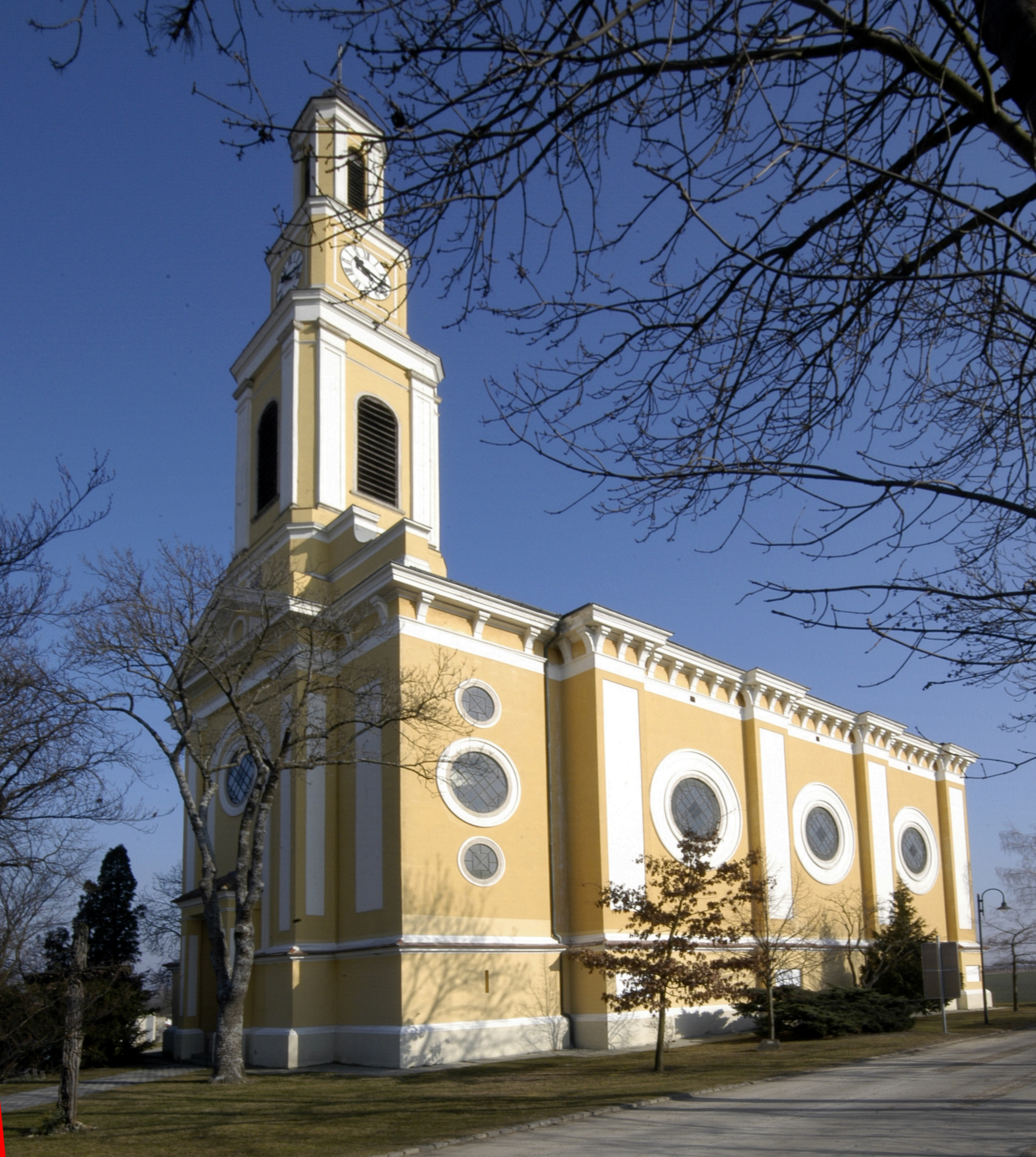
Pfarrkirche Platt – Ansicht von Südwest

Platt wurde erstmals im Jahre 1227 als Filiale von Zellerndorf urkundlich erwähnt, das dem Schottenstift inkorporiert war. Vorher gehörte sie der Pfarre Pulkau an. Ob es damals in Platt bereits eine Kirche oder Kapelle gab, ist nicht überliefert. Ein Sakralbau, der sich am heutigen Ortsanger befand und der vermutlich seit der Babenbergerzeit existierte, wurde erstmals 1458 in der Messstiftung der Katharina Wacker als „Ulrichskapelle“ erwähnt. Von dieser Kapelle, die im Jahre 1790 durch zwei Seitenflügel erweitert und 1858 schließlich abgebrochen wurde, ist nur mehr der Turm aus dem späten 18. Jahrhundert erhalten, an den in den Jahren 1977 bis 1983 ein Gemeinschaftsraum angebaut wurde.
Seit 1750 bemühte sich die Gemeinde um eine eigene Pfarre. Das Schottenstift lehnte die mehrmaligen Ansuchen der Gemeinde ab, bis es nach einer Verfügung von Kaiserin Maria Theresia aus dem Jahre 1777, nach der die Bedingungen für eine Pfarrgründung in Platt erfüllt waren, am 12. September 1783 zur Pfarrgründung kam und am 11. Jänner 1784 der erste Pfarrer installiert wurde.
Weil auch nach der Erweiterung der Kapelle im Jahre 1790 das Raumangebot für die inzwischen angewachsene Pfarrgemeinde nicht mehr ausreichte, beschloss Abt Sigismund im Herbst 1845 den Neubau einer weithin sichtbaren Kirche auf einer Anhöhe am Ostrand des Ortes.
Im April 1846 begannen nach Plänen des Architekten Alois Lissek und unter Leitung des Baumeisters Jakob Reischl die Bauarbeiten. Mitte 1847 war die Gleichenfeier und im Juni 1848 stellte die Zimmerei Wallender aus Pulkau den Dachstuhl auf. Im Juli 1848 wurde in Anwesenheit des Abtes der Grundstein zum Hochaltar gelegt und das Turmkreuz aufgesetzt. Im Herbst wurde die Turmkappe fertiggestellt und in den Wintermonaten der Baujahre führten die Bauern Erde um den Bau an, um die Abschüssigkeit auszugleichen. Zeitig im Frühjahr 1849 begannen die Putzarbeiten, zuerst innen, dann außen und am 21. Oktober 1849 konnte Abt Sigismund die Konsekration vornehmen.
Die Pfarre war bis 1970 dem Schottenstift inkorporiert und wurde von Patres betreut. Nur von 1946 bis 1955 leitete ein im Dienste des Schottenstifts stehender Weltpriester die Pfarre. Im Jahre 1970 zwang der Mangel an Ordensleuten das Stift, die die Pfarre an die Erzdiözese Wien abzutreten. Sie wird im Rahmen des Pfarrverbandes Zellerndorf (Deinzendorf – Platt – Schrattenthal – Watzelsdorf – Zellerndorf) vom Pfarrer aus Zellerndorf mitbetreut.

### Die große Renovierung von 1890/91
Im Jahre 1879 bildeten sich immer größer werdende Risse an Decke und Mauerwerk der Kirche. Nachdem auch eine im Jahre 1880 vorgenommene Verstärkung der Pfeilerfundamente und das Anbringen von Schließen, welche die Pfeiler zusammenhalten sollten, keine nachhaltige Verbesserung der Bausubstanz gebracht hatten, ordnete der Abt auf Kosten des Stiftes die sofortige Restaurierung der Kirche an, bei der das schwere Ziegelgewölbe durch eine leichtere Konstruktion ersetzt und der Dachstuhl durch Schließen und Verschraubungen besser zusammengehalten werden sollte.
Die Arbeiten begannen am 14. Juli 1890 unter Anleitung des Hofbaumeisters Josef Schmalzhofer und bis Ende September war das Gewölbe abgetragen. Dann wurde eine in Wien gefertigte Nachbildung der alten Decke aus Holz montiert und der mittragende Dachstuhl verstärkt und besser abgebunden um den Druck nach unten zu verlagern.
Zwischen Frühjahr und Herbst 1891 erfolgte eine komplette Renovierung und Restaurierung des Innenraumes. Dabei erhielt der Fußboden eine neue Klinkerpflasterung und der Eingang neue Granitstufen. Die Kanzel, die sich ursprünglich am Sakristeipfeiler befunden hatte, wurde an den ersten linken Seitenpfeiler versetzt und erhielt eine neue Stiege.
Die Außenarbeiten, in deren Verlauf das Gesimse neu erstellt und die ausladenden Steinplatten mit eisernen Schrägstützen unterfangen wurden, kamen im Herbst zum Abschluss und am 18. Oktober 1891 wurde die renovierte Kirche neu geweiht.

### Weitere Renovierungen und Restaurierungen
1946 erfolgte eine Wiederinstandsetzung der defekten Orgel, 1947 wurde das Kirchendach abgedichtet und 1948 eine neue Turmuhr installiert. 1955 wurde eine Außenrenovierung und 1958 die Elektrifizierung vorgenommen und im Jahre 1959 kam es zu einer neuerlichen Innenrenovierung.
Die Außenrenovierung von 1955 musste in den Jahren 1984 bis 1986 erneuert werden, wobei auch das Dach neu eingedeckt wurde, der Turm eine neue Kupferblechkappe erhielt und die Turmuhr mit vier neuen Zifferblättern aus Polyesterharz ausgestattet wurde.

## Baubeschreibung

### Außen

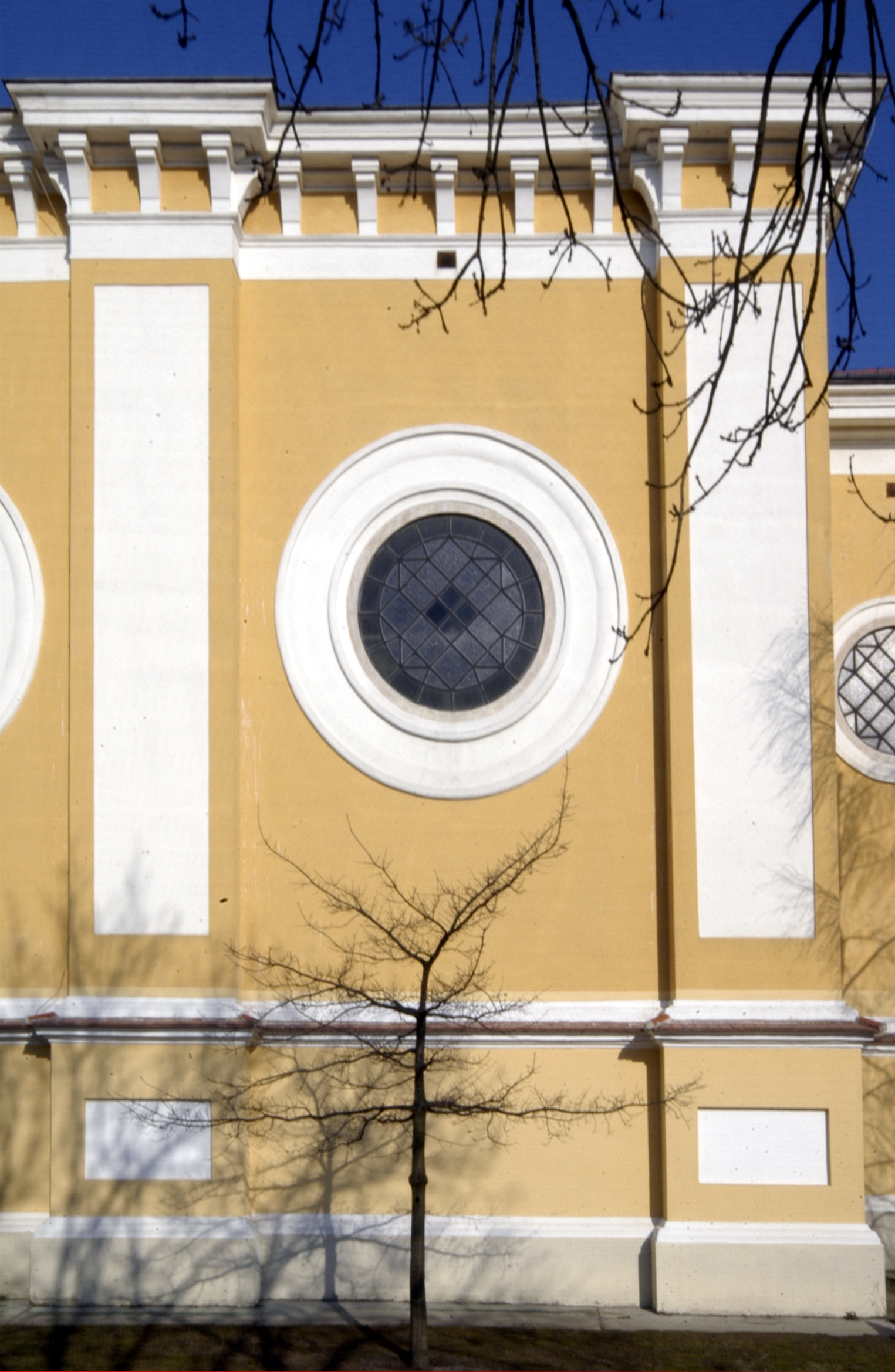
Östliches Fassadensegment an der Südseite

Über einer hohen durch ein profiliertes Gesims abgesetzten Sockelzone erhebt sich das hohe kubische Langhaus mit eingezogenem rund geschlossenen Chor. Der Baukörper wird an der Nord – und Südseite durch je vier Pilaster gegliedert. Diese sind drei Meter bereit, treten nur wenig aus dem Mauerwerk hervor und teilen die Fassade in drei gleich große Segmente, an die im Westen der Turm mit dem Eingangsbereich und im Osten der Chor und die Apsis anschließen. Große faschengerahmte Rundfenster dominieren die durch Färbelung akzentuierten Segmente zwischen den Pilastern. Den Abschluss bildet ein profiliertes umlaufendes Traufgesims, das auf Konsolen ruht.
Der Chor und die Apsis sind etwas niedriger als das Langhaus und das Traufgesims liegt nicht auf Konsolen auf. Der Chor hat zu beiden Seiten faschengerahmte Rundfenster, die deutlich kleiner sind als jene des Langhauses. Die Apsis ist vom Chor nicht abgesetzt, sondern nur durch eine Lisene getrennt. Sie ist fensterlos, tritt dadurch deutlich aus dem übrigen Bau hervor und lässt den Altarraum auch von außen als zentrales Element klar erkennen.
An der nördlichen Giebelwand ist ein kleiner pilastergerahmter Vorbau mit Bauinschrift „1849“ und an der Nordseite des Chores ist ein rechteckiger Sakristeianbau.
Die westlich an das Langhaus anschließende Turmbasis mit dem Eingangsbereich ist gleich hoch wie die drei Segmente des Langhauses und springt gegen die übrige Front deutlich zurück. Die umlaufend gliedernden Elemente entsprechen jenen des Langhauses. Die Fenster sind gleich groß wie jene des Chores und werden durch zwei kleinere ober- und unterhalb ergänzt. An der Westfassade ist ein flacher Risalit mit klassizistischem Giebel, aus dem der Eingangsbereich mit dem Portal vorspringt. Die Fassadengliederung durch senkrechte Pilaster, Lisenen und Rundfenster setzt sich in diesem Bereich fort, wobei die Lisenen unmittelbar neben dem Portal in einem Rundbogen oberhalb des Fensters enden. Die Horizontale der sich nach oben hin dreimal verjüngende Turmbasis wird durch mehrfache Gesimse betont.
Der Turm mit quadratischem Querschnitt besteht aus einem Quader, einem etwas kleineren aufgesetzten Würfel und oben, sich nochmals verjüngend, wieder einem Quader. Die Ecken der einzelnen Elemente sind abgeschrägt und haben an jeder Seite je zwei selbständige Lisenen. Die beiden Quader haben fast über die gesamte Höhe reichende Rundbogenfenster, im dazwischen liegenden Würfel ist die Turmuhr mit ihren vier Zifferblättern. Der Turm mit einer Gesamthöhe von 48,5 Meter wird von einer Kupferkuppel abgeschlossen, die von einem vier Meter hohen durchbrochenen Kreuz bekrönt wird.

### Innen

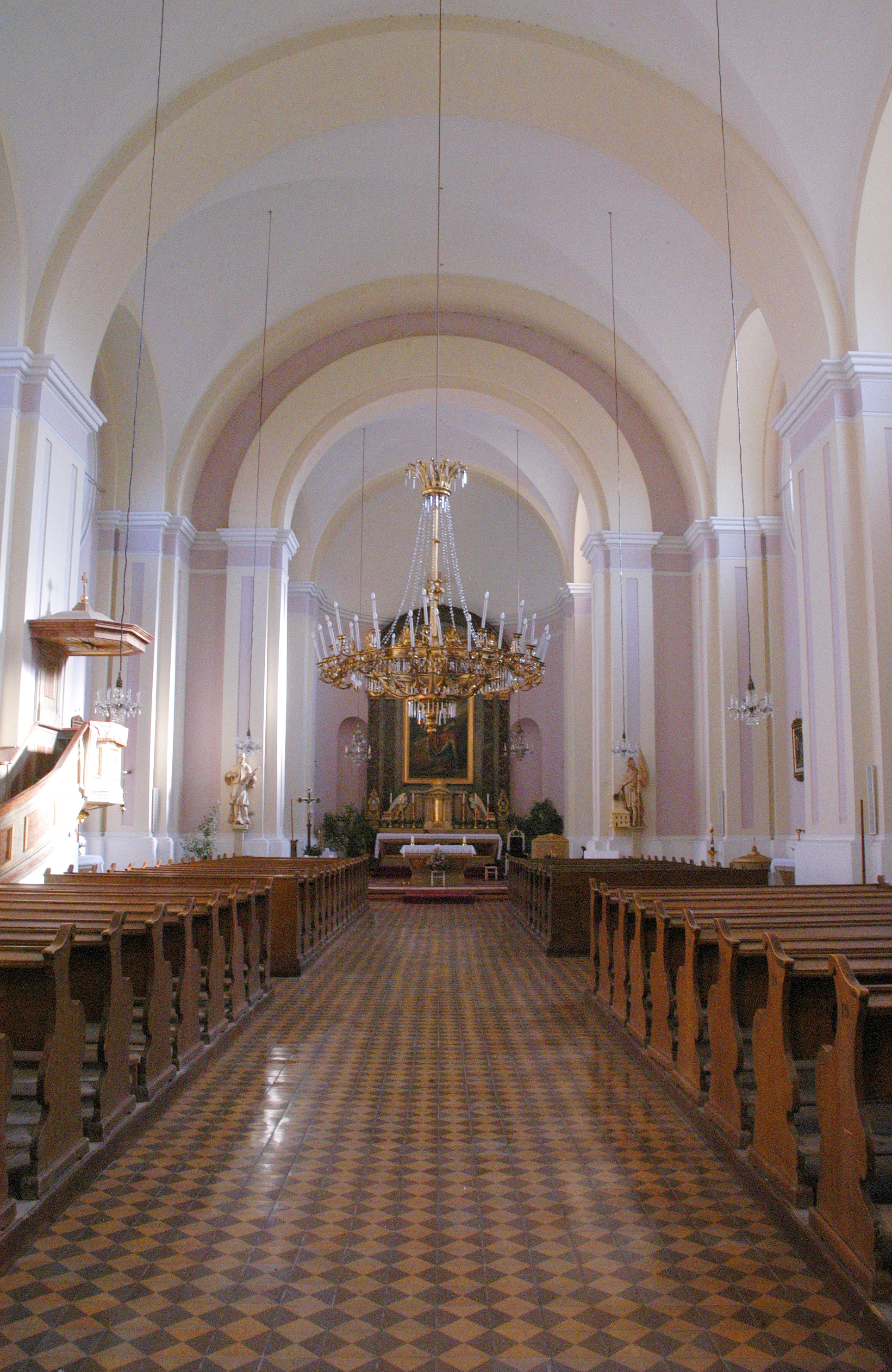
Blick vom Langhaus zum Hochaltar

Mächtige Wandpfeiler mit stark verkröpftem Gebälk, die sich über einer hohen Sockelzone erheben und weit vorspringen, tragen scheinbar die zwischen breiten Gurtbögen angeordneten Kreuzgratgewölbe des dreijochigen Langhauses. Tatsächlich ist die aus Holz gefertigte Gewölbekonstruktion seit der Kirchenrenovierung von 1890/91 vom damals verstärkten Dachstuhl abgehängt. In den Feldern zwischen den Pfeilern sind die großen Rundfenster, die den Kirchenraum erhellen. Die Weite und Höhe des Raumes wird durch die Schmucklosigkeit der Gewölbe und Bögen und den breiten Gang zwischen den Bankreihen besonders betont.
Ein eingezogener halbkreisförmiger Triumphbogen bildet den Übergang zum kreuzgratgewölbten Chorjoch und der östlichen Rundapsis. Zwei halbrunde Nischen zu beiden Seiten des Hochaltars stellen die einzige bauliche Gliederung der durch eine Halbkuppel abgeschlossenen Apsis dar. An der Nordseite des Chores führt eine Tür in einen kleinen rechteckigen Sakristeiraum.
Durch eine Tür an der Nordseite im mittleren Joch des Langhauses neben der Kanzel gelangt man in einen kleinen Raum, der ursprünglich als Vorraum eines Seiteneinganges gedient hatte. Der Seiteneingang wurde bei der Renovierung 1984/86 vermauert und der Raum dient nun als Standort für das Heilige Grab.
An die Westseite des Langhauses schließt die auf zwei Pfeilern ruhende halbjochige Empore an. Sie wird von einem Tonnengewölbe abgeschlossen und erhält ihr Licht durch ein großes Rundfenster. Die Brüstung hat sechs Felder mit dazwischen liegendem Brustwerk und dem Manual der Orgel. Das Brustwerk hat ein quadratisches Schauloch, das dem Organisten den direkten Blick zum Hochaltar ermöglicht.
In der westlich anschließenden Turmbasis bildet ein geräumiger Vorraum den Eingangsbereich. Von diesem Vorraum führt nordseitig eine Tür in eine ehemalige Taufkapelle, südseitig öffnet sich eine Tür zum Stiegenhaus, das zur Empore und zum Turm führt.

## Ausstattung

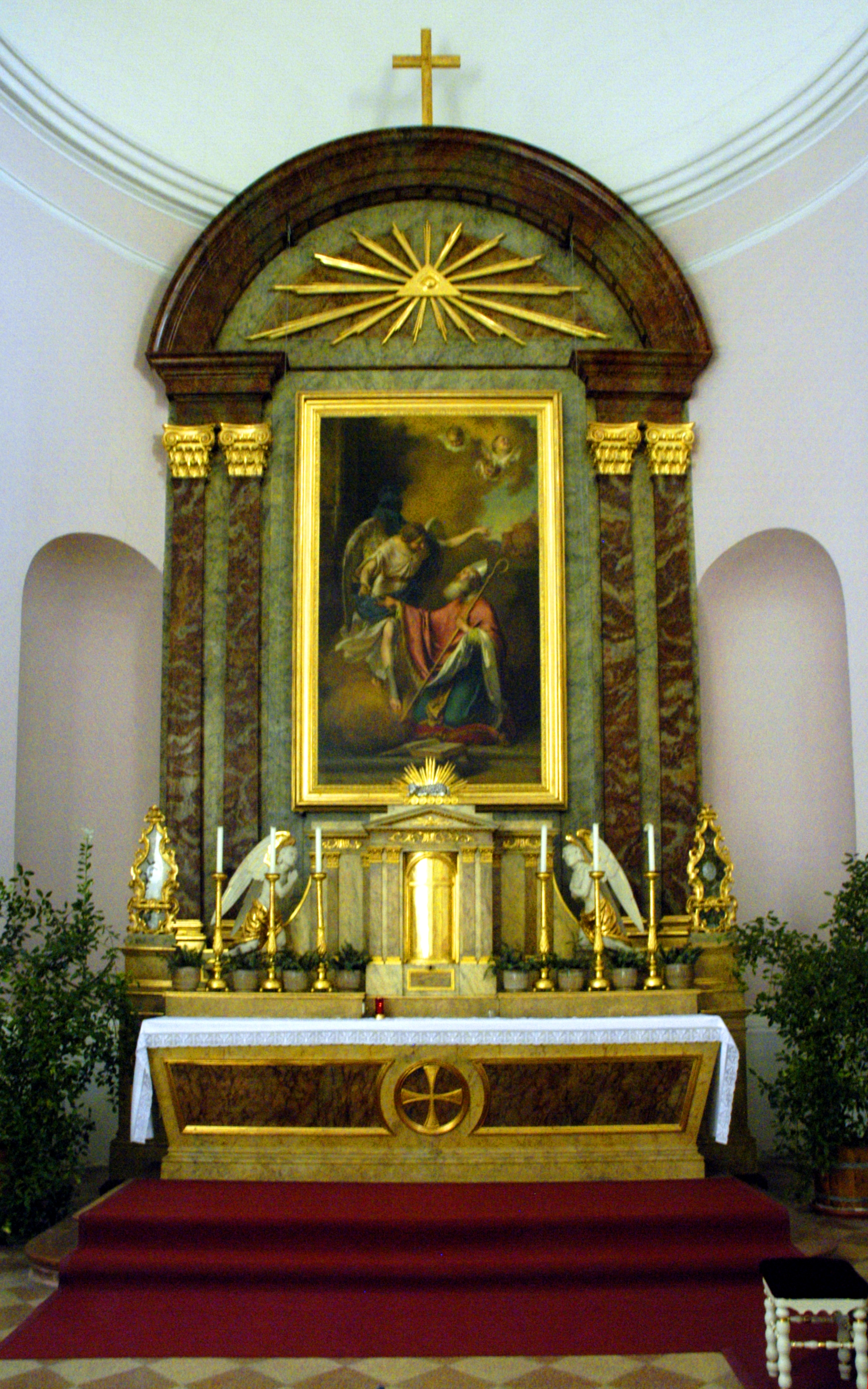
Hochaltar der Pfarrkirche Platt

### Altäre

#### Hochaltar
Der Hochaltar aus der Bauzeit der Kirche hat einen durch Doppelpilaster gerahmten Retabelaufbau mit Segmentbogengiebel und bekrönendem Kreuz, das im Jahre 1902 nachträglich angebracht wurde. Im Bogenfeld des Giebels ist ein Symbol „Auge Gottes“ dargestellt. Das Altarbild ist 320 mal 230 cm groß, stammt von Johann Neugebauer, einem Maler der für das Schottenstift tätig war, und zeigt in spätklassizistischer Tradition die Vision des hl. Ulrich in der Schlacht auf dem Lechfeld, wo der Kirchenpatron um den Sieg des kaiserlichen Heeres über die Magyaren betet und von einem Engel ein Kreuz erhält. Es hat einen vergoldeten Rahmen, den Abt Sigismund im Jahre 1856 anfertigen ließ.
Die Mensa–Tabernakelgruppe wird von zwei anbetenden Engeln flankiert. Auf dem Altartisch stehen zu beiden Seiten ganz außen zwei hochbarocke Reliquienobelisken aus der Zeit um 1730, die Abt Sigismund im Jahre 1855 aus der aufgelassenen Kirche in der Jägerzeile in Wien erworben hatte.
Im Jahre 1965 wurde die 1939 angeschaffte Kommunionbank zwischen Kirchenschiff und Chor entfernt und im Chorquadrat der Volksaltar aufgestellt.

#### Seitenaltäre

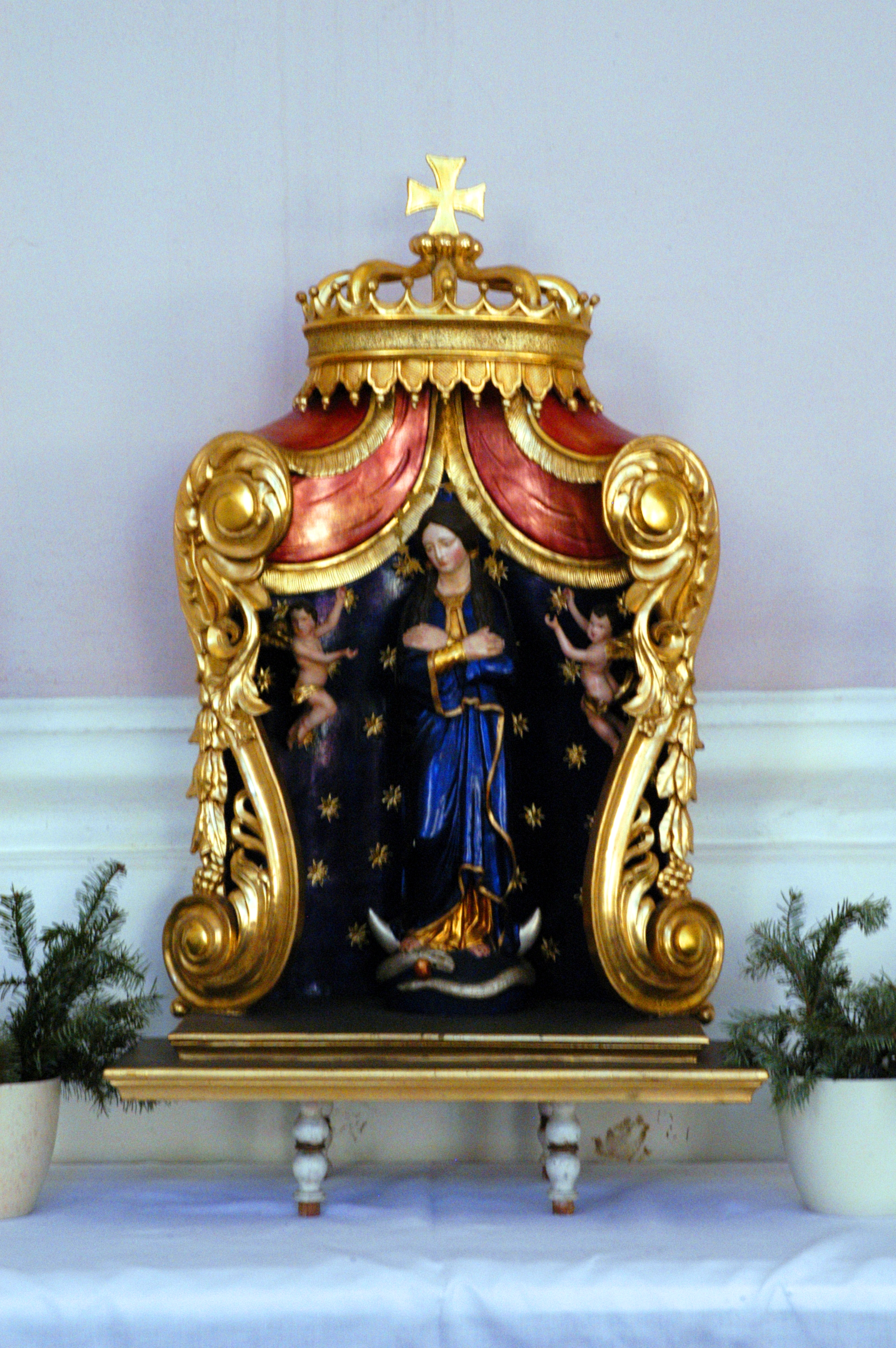
Die Muttergottes mit dem blauen Mantel auf dem rechten Seitenaltar

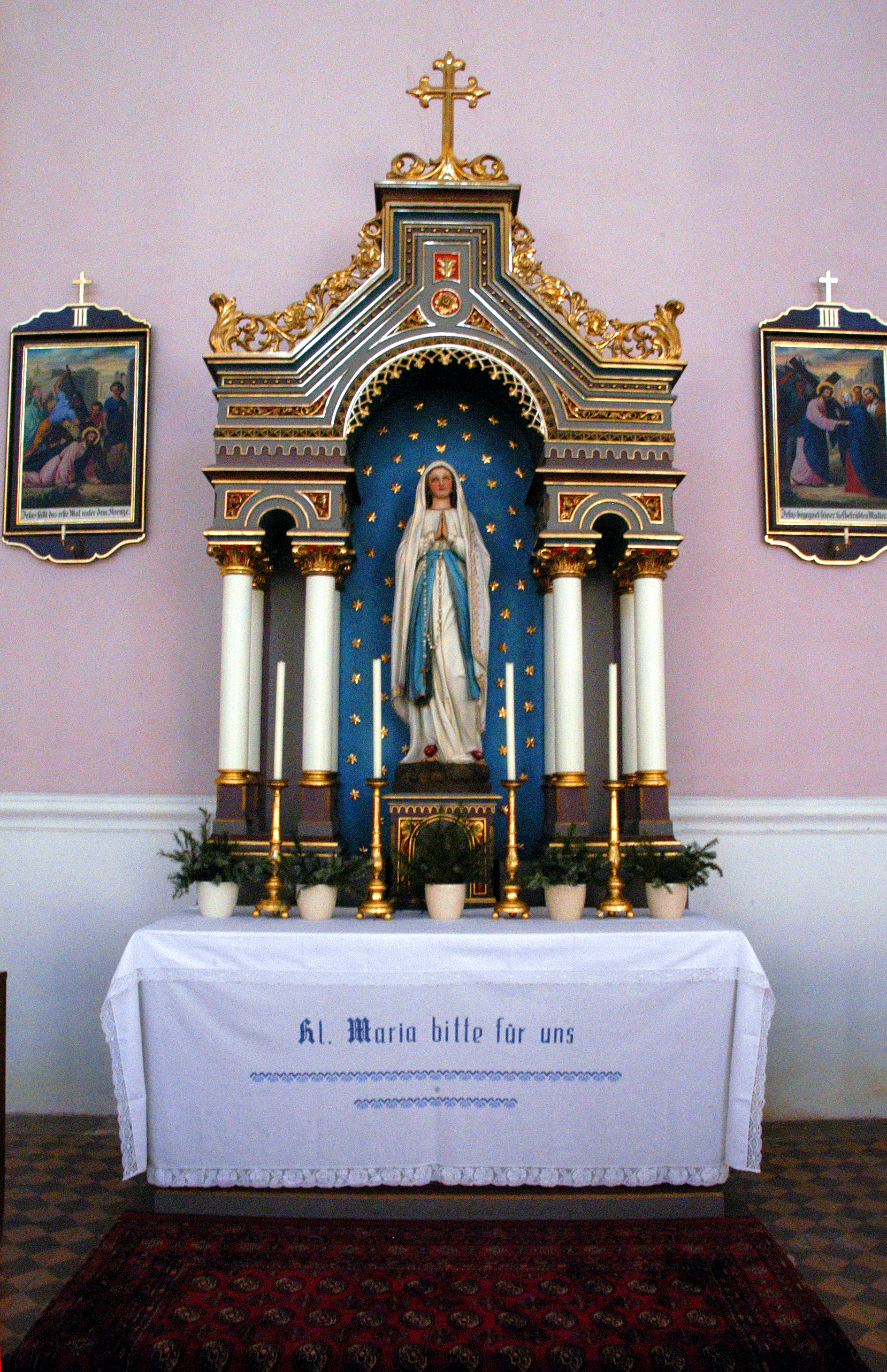
Der Marien- oder Lourdes-Altar

- Die Altäre zu beiden Seiten des vorderen Langhausjoches ließ Abt Sigismund im Jahre 1853 errichten. Für diese Seitenaltäre spendete eine Witwe aus Wien im Jahre 1904 zwei Statuen: Die Herz-Jesu-Statue auf dem linken Seitenaltar ist erhalten, die Herz-Mariä-Statue des rechten Seitenaltares ist nicht mehr vorhanden. An ihrer Stelle steht nun die „Muttergottes mit dem blauen Mantel“, eine Figur Maria Immaculata aus der Zeit um 1900, die bis zur Kirchenrenovierung 1959 auf dem Tabernakel des Hochaltars stand.

Über den Seitenaltären hängen zwei Ölbilder von Paul Troger, die um 1740 entstanden sind. Sie sind 260 mal 200 cm groß und stellen den Tod des hl. Josef (links) und Maria vom Siege (rechts) dar. Beide Gemälde waren bis 1857 in Kirchen in Wien, ehe sie nach Platt und nach der Kirchenrenovierung 1891 an ihren derzeitigen Platz kamen. Im Jahre 1963 wurden beide Werke restauriert und bei Ausstellungen im Stift Altenburg und im Schloss Rohrau gezeigt.
- An der rechten Längswand des mittleren Langhausjochs ist der späthistoristische Marien- oder Lourdes-Altar, der am 15. Oktober 1884 aufgestellt wurde. Er dient als Standort für eine Statue „Unsere liebe Frau von Lourdes“ aus Holz, die der Pfarre am 25. Dezember 1883 von einer Frau aus Wien „aus Dankbarkeit für die wunderbare Erhörung ihrer Bitten“ geschenkt worden war und die am 31. Jänner 1884 geweiht wurde. Die Finanzierung für die Anschaffung des Altares erfolgte durch eine Sammlung im Ort und durch Spenden von auswärts.

### Sonstige Ausstattung

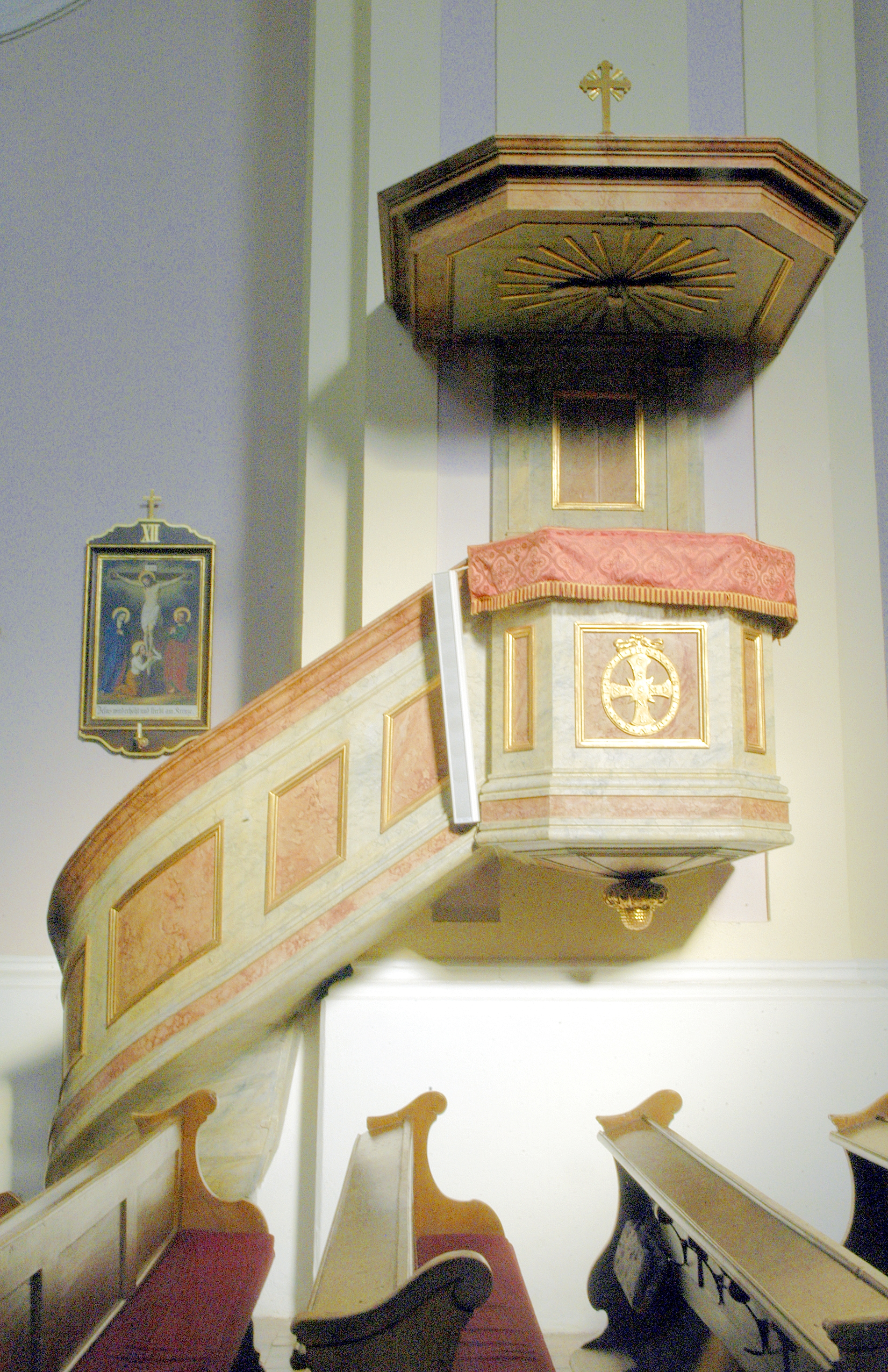
Die Kanzel der Pfarrkirche Platt

Zur Ausstattung zählen zwei barocke Figuren der Heiligen Johannes Nepomuk und Florian aus dem Anfang des 19. Jahrhunderts, die zu beiden Seiten des Triumphbogens stehen.
Über der Sakristeitür befindet sich ein 320 mal 180 cm großes Leinwandbild Mariä Verkündigung aus der zweiten Hälfte des 18. Jahrhunderts und über der Tür zum Heiligen Grab im mittleren Joch des Langhauses hängt das mit 1851 bezeichnete Auferstehungsbild eines aus Platt stammenden Malers.
Die 14 Kreuzwegbilder aus der Mitte des 19. Jahrhunderts sind jeweils 140 mal 70 cm groß und stammen aus der Nazarenischen Schule.
Die Kanzel am zweiten Pfeiler der Nordseite ist aus marmoriertem Holz mit frühhistoristischem Dekor und ist Mitte des 19. Jahrhunderts entstanden. Im Schalldeckel ist eine reliefartige Abbildung des Heiligen Geistes als Taube im Strahlenkranz und im großen Feld an der Stirnseite des Kanzelkorbes befindet sich ein Benediktuskreuz. Vor der Kirchenrenovierung 1890/91 befand sich die Kanzel an der linken Stirnwand des Schiffes mit Zugang von der Sakristei, wo die Tür noch vorhanden ist.

### Orgel
Pfeifenwerk und Mechanik der Orgel stammen zum Großteil von der barocken Orgel, die 1794 von Stephan Helmich und Johann Gottfried Malleck für die dem Schottenstift inkorporierte Ulrichskirche in Wien gebaut wurde. An ihrer Stelle hat Josef Loyp zwischen 1834 und 1842 eine neue Orgel gebaut, der das alte Positiv von 1794 belassen wurde.

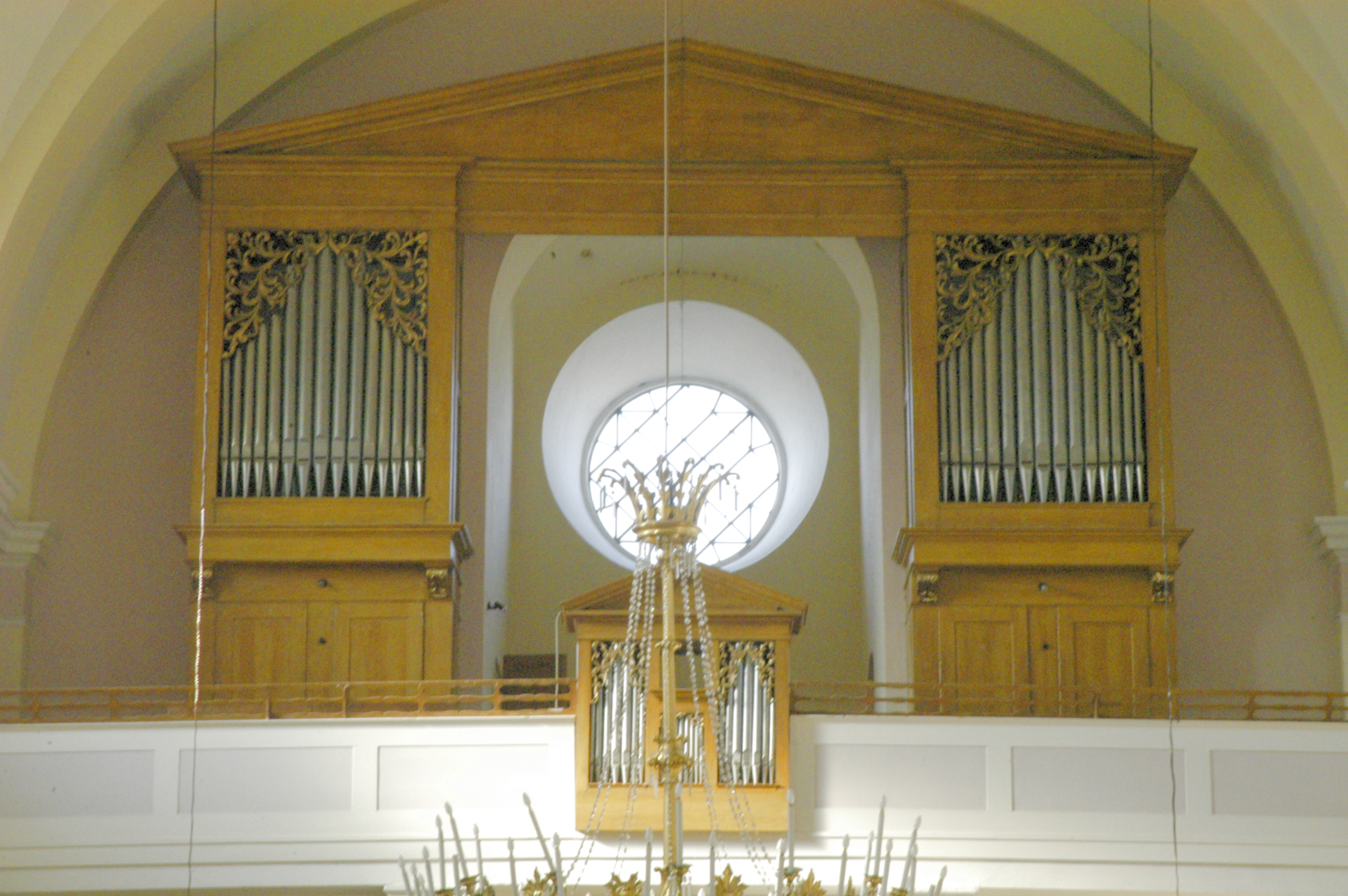
Die Loyp-Orgel in Platt

1849 erhielt Loyp von Abt Sigismund den Auftrag, die Kirche in Platt mit einer der Größe entsprechenden, aber doch möglichst billigen Orgel auszustatten. Er verwendete dazu für das Hauptwerk die abgelegten Teile der alten St. Ulrichsorgel aus Wien und baute das Positiv der kleinen Orgel aus der alten Kirche von Platt dazu, die 1796 Josef Silberbauer geschaffen hat.
Das klassizistische Orgelgehäuse ist eine Nachahmung der von Loyp für die Wiener Ulrichskirche gebauten Orgel. Das zweiteilige Hauptwerk und das dreiteilige Positiv sind jeweils durch große Dreiecksgiebel verbunden. Die Disposition lautet wie folgt:
| I Manual C–d3 |    |
| Flöte ?       | 8′ |
| Octav         | 4′ |
| Quinte        | 3′ |
| Superoctav    | 2′ |
| Mixtur IV     |    |

| II Positiv C–d3 |    |
| Copula          | 8′ |
| Principal       | 4′ |
| Flöte           | 4′ |
| Octav           | 2′ |

| Pedal C–d1 |     |
| Subbaß     | 16′ |
| Octavbaß   | 8′  |
| Bordun     | 8′  |
| Cornetbaß  | 6′  |

- Koppeln: II/I, I/P

### Glocken
Aus der alten „Ulrichskapelle“ wurde eine kleine Glocke urkundlich erwähnt, die im Jahre 1685 zum Zwecke des Gusses einer größeren Glocke eingeschmolzen wurde. In den 30er Jahren des 18. Jahrhunderts waren bereits zwei Glocken vorhanden, die wieder auf zwei größere umgegossen wurden. Im Jahre 1748 wurde eine dritte, größere Glocke angeschafft.
Bei einem Brand im Jahre 1811 gingen zwei Glocken verloren und 1812 wurde bereits eine neue Glocke erwähnt. Aus dem Schmelzmaterial der beiden beim Brand abgestürzten Glocken dürfte eine weitere Glocke gegossen worden sein, weil bald wieder drei Glocken erwähnt wurden, die bis 1852 im „Alten Turm“ verblieben. In diesem Jahr brach der morsch gewordene Glockenstuhl und die große Glocke stürzte ab.
Die neue Pfarrkirche erhielt einen Glockenstuhl, die mittlere Glocke wurde in den Turm der neuen Kirche transferiert und im alten Turm verblieb die kleine Glocke als Zügenglöckchen. Die Reste der abgestürzten Glocke wurden für drei neue in Zahlung gegeben, die der Abt im Jahre 1853 für die Pfarrkirche in Auftrag gab. Damit hatte die Kirche ein aus vier Glocken bestehendes Geläute.
Im Jahre 1917 mussten die drei Glocken aus dem Jahre 1853 und das Zügenglöckchen aus dem alten Turm abgeliefert und für Rüstungszwecke eingeschmolzen werden. Die mittlere Glocke, die noch verblieben war, wurde nach dem Krieg im Jahre 1923 für drei neue Stahlglocken in Zahlung gegeben, die am 8. September 1923 geweiht wurden. Da für Rüstungszwecke keine Stahlglocken beschlagnahmt wurden, überdauerte das Geläute von Platt die „Metallspende des deutschen Volkes“ im Zweiten Weltkrieg. Die Glocken sind in As-Dur aufeinander abgestimmt:
| Nr. | Name                            | Nominal | Gewicht (kg) | Gussjahr |
| --- | ------------------------------- | ------- | ------------ | -------- |
| 1   | Die Große, Herz-Jesu-Glocke     | as1     | 816          | 1923     |
| 2   | Die Zwölfer, Herz-Mariae-Glocke | c2      | 469          | 1923     |
| 3   | Die Elfer, Hl. Josef-Glocke     | es2     | 303          | 1923     |